# Зарожаны (Молдова)
Зарожаны (рум. Zarojeni, Зарожень) — село в Флорештском районе Молдавии. Наряду с селом Гура-Кайнарулуй входит в состав коммуны Гура-Кайнарулуй.

## География
Село расположено на высоте 111 метров над уровнем моря.

## Население
По данным переписи населения 2004 года, в селе Зарожень проживает 275 человек (141 мужчина, 134 женщины).
Этнический состав села:
| Национальность | Число жителей | Процентный состав |
| -------------- | ------------- | ----------------- |
| украинцы       | 166           | 60,36             |
| молдаване      | 101           | 36,73             |
| русские        | 7             | 2,55              |
| прочие         | 1             | 0,36              |
| Всего          | 275           | 100 %             |